# Дайнеко, Валерий Сергеевич
Валерий Сергеевич Дайнеко (бел. Валерый Сяргеевіч Дайнэка; род. 29 ноября 1951, Руденск, Минская область) — советский и белорусский музыкант. Участник ВИА «Песняры» (1977—1992, 1998) и солист ВИА «Белорусские легенды» («Белорусские песняры») с 1998 года. Заслуженный артист Белорусской ССР (1990).

## Биография
Родился 29 ноября 1951 года в городском посёлке Руденск Минской области в семье музыкантов (отец — хоровик-дирижёр, бывший директор музыкальной школы, мама — певица, брат Геннадий — пианист).
Когда Дайнеко исполнилось 5 лет, семья переехала в Минск.
В 1959 году поступил в музыкальную школу при Белорусской консерватории по классу скрипки, но окончил школу как альтист. В школе увлекался джазовой музыкой и в старших классах участвовал в группе «Менестрели», в репертуаре которой преобладали произведения стиля рок-н-ролл и ритм-энд-блюз.
В 1970 году, не поступив в консерваторию, стал учиться на 3 курсе Минского музыкального училища по классу альта. После окончания училища (1972) занимался вокалом и вокальной аранжировкой. Работал в нескольких вокально-инструментальных ансамблях, в том числе в «Червоной руте» с Софией Ротару, «Ровесник» и группе Бадьярова, на радио, в оркестре Белорусского гостелерадио Бориса Райского.
В январе 1977 года был принят на работу в ансамбль «Песняры» как вокалист, аранжировщик по вокалу и альтист. В составе ансамбля исполнял песни «Беловежская пуща», «Зачарованная», и др. Проработал в ансамбле до 1992 года.
С 1983 по 1988 год учился в Минском институте культуры на факультете хорового дирижирования (народное отделение).
С 1992 года по 1997 год работал в Государственном концертном оркестре Республики Беларусь под управлением М. Финберга. В оркестре по инициативе Дайнеко была создана джазовая программа. В эти же годы выступал в составе джаз-группы «Пятый угол» (малый состав Государственного концертного оркестра).
С 1996 по 2000 год — доцент на эстрадном отделении Института современных знаний им. А. М. Широкова (г. Минск), преподаватель по вокалу.
С 1998 года вернулся в государственный ансамбль «Песняры», который к концу года отделился от министерства культуры и зарегистрировался как «Белорусские песняры» (с 2024 года — «Белорусские легенды»). Группа пользуется известностью уже 25 лет, в ней солисты «мулявинского периода». Новые композиции и график гастролей всегда можно узнать из социальных сетей Валерия где он ведёт свои аккаунты.
В 2015—2016 годах в соавторстве с Анжелой Гергель издал книги «Те, кто оживляют мифы», «Песняры времени своего»
В 2018 году также в соавторстве с Анжелой Гергель издал третью книгу из серии «Те, кто оживляют мифы» — «ПЕСНЯРЫ; Взгляд из будущего»
25 июня 2021 года Валерий Дайнеко был героем программы «Судьба человека» с Борисом Корчевниковым на телеканале Россия-1.

## Личная жизнь
В 34 года женился на девушке по имени Ирина. У них две дочери — Яна Дайнеко (дочь Ирины от первого брака) и Виктория Дайнеко, тёзка российской певицы, не имеющей родства с Валерием.
Спустя 8 лет пара рассталась по инициативе Ирины. Артист тяжело переживал разрыв, но его поддерживали дочери. Обе девушки пошли по стопам отца и стали певицами. Старшая Яна пела с ансамблем «Новые Самоцветы». Вскоре она вышла замуж и родила Валерию внучку Ярославу. Младшая Вика выступала под псевдонимом Yasha, снималась в клипе с Владом Топаловым. В 2015 году она сыграла свадьбу с американским бизнесменом.

## Награды и звания
- Заслуженный артист Белорусской ССР (1990).